# Індустріальний туризм
Індустріальний туризм — це туризм, в якому бажаний напрямок включає промислові об'єкти, характерні для певного місця. Концепція не є новою, оскільки включає винні тури у Франції, відвідування сироварень у Нідерландах, тури на винокурню Jack Daniel's у Сполучених Штатах, наприклад, але останнім часом знову викликала інтерес як до об'єктів індустріальної спадщини, так і до сучасної промисловості.

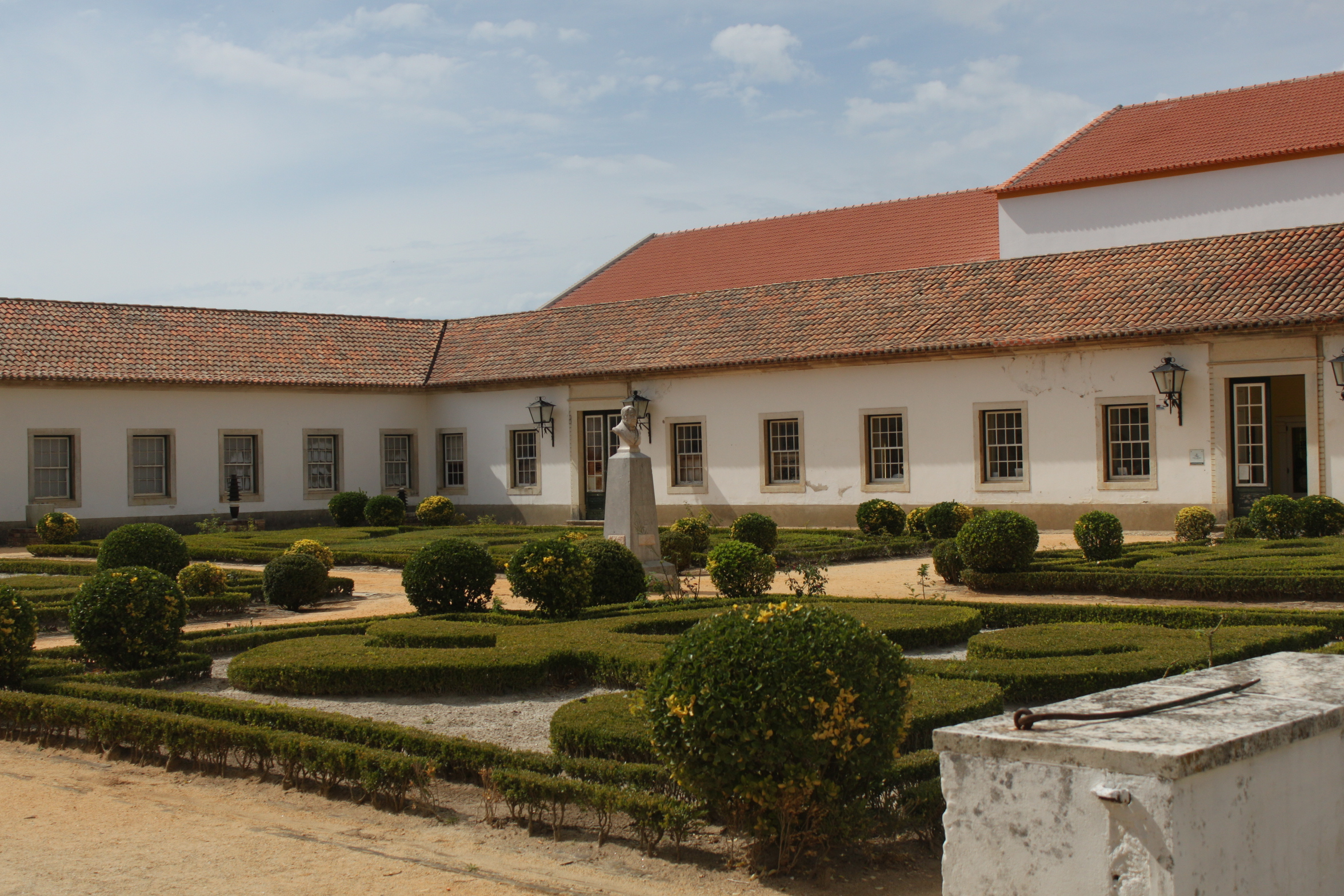
Фабрика з виготовлення порцелянового посуду компанії Віста Алегре (Fábrica da Vista Alegre), Ільяву, Португалія.

## Привабливість для туристів
Навіть якщо концепція є суб'єктивною, залежно від уподобань людини, було помічено (через аналізи ринку), що людям подобається бачити та відчувати сучасні або історичні процеси виробництва:
- товари, що мають символічний характер для регіону (від вугілля та енергії в Рурі до бананів і кави в Гватемалі);
- брендові предмети розкоші, такі як автомобілі, годинники та коштовності;
- технологічно вимогливі, інноваційні товари, такі як комп'ютери та літаки;
- вироби ручної роботи, такі як порцеляна та ковальські вироби;
- напої та страви.

Довідник пам'яток ілюструє цю класифікацію для деяких країн Центральної Східної Європи.
На сприйняття привабливості також впливає здатність міст призначення створювати туристичні пакети, які відображають їхній промисловий імідж та/або ідентичність; відповідно, у випадку з туроператорами, шляхом освоєння індустріальної складової в їх атракційному комплексі в пропонованих пакетах.
В даний час, навіть на зрілих ринках, є відносно небагато туроператорів, які надають пакети індустріального туризму, доповнюючи інші пропозиції та майже завжди пропускаючи спеціалізовані, як було досліджено в аналізі ринку, проведеному одним із туроператорів, що надають такі спеціалізовані послуги. .
Товариство промислової археології (Society for Industrial Archeology) та Асоціація промислової археології (Association for Industrial Archaeology) сприяють збереженню історичних промислових місць.

## Напрямки
Найбільш очевидними напрямками індустріального туризму є міста та регіони з міцною промисловою базою. Для них індустріальний туризм є потенційним сектором зростання, який відповідає їхній ідентичності: цей сектор пропонує можливості зміцнити їх самобутність та імідж, зокрема, за рахунок розвитку вже існуючих активів.
Однак успішних досягнень небагато і переважно в розвинутих країнах (у Західній Європі — особливо в Німеччині, Великій Британії, Нідерландах; а також у США та Японії), де культура лідерства та співпраці між різними зацікавленими сторонами на рівні управління громадою вже існує. У Центральній Європі (Австрія, Угорщина, Чехія, Польща), Китаї та Індії також спостерігається позитивна тенденція та деякі значні досягнення.
Крім того, в усьому світі приділяється увага реконвертації економічно зруйнованих монопромислових районів (особливо гірничо-металургійних) через індустріальний туризм: Кривий Ріг, Решица і Петрошани).
Вітрові електростанції та інші об'єкти виробництва енергії, включаючи греблі та виведені з експлуатації атомні електростанції, стають все більш популярними місцями для освітніх турів.

## Інші способи використання терміна
Деякі активісти з охорони навколишнього середовища та охорони природи, такі як письменник Едвард Еббі, використовували термін «Індустріальний туризм» для позначення комерціалізованого туризму в охоронюваних природних зонах, що становить загрозу для їхньої екології.
У своїй книзі «Пустельний Пасьянс» ("Desert Solitaire")Еббі писав: «Індустріальний туризм є загрозою для національних парків. Але головними жертвами системи є моторизовані туристи. Їх грабують і вони грабують самих себе. Поки вони не виповзуть зі своїх автомобілів, вони не відкриють скарбів національних парків і ніколи не втечуть від стресу та метушні міських приміських комплексів, які вони, ймовірно, сподівалися покинути на деякий час».
У 2023 році Конвенція ООН про біологічне різноманіття (COP15) висвітлила комерційний туризм як загрозу національним паркам.